# Jakob Kaas
Jakob Kaas (24. marts 1984 i Svendborg i Danmark) er en dansk fodboldspiller, der i øjeblikket spiller for Århus Fremad. Han er desuden medlem af det århusianske helte-rock band, Raging Ice Fist Fraction, hvor han spiller bass guitar og synger.